# Walter Lindner (Grafiker)

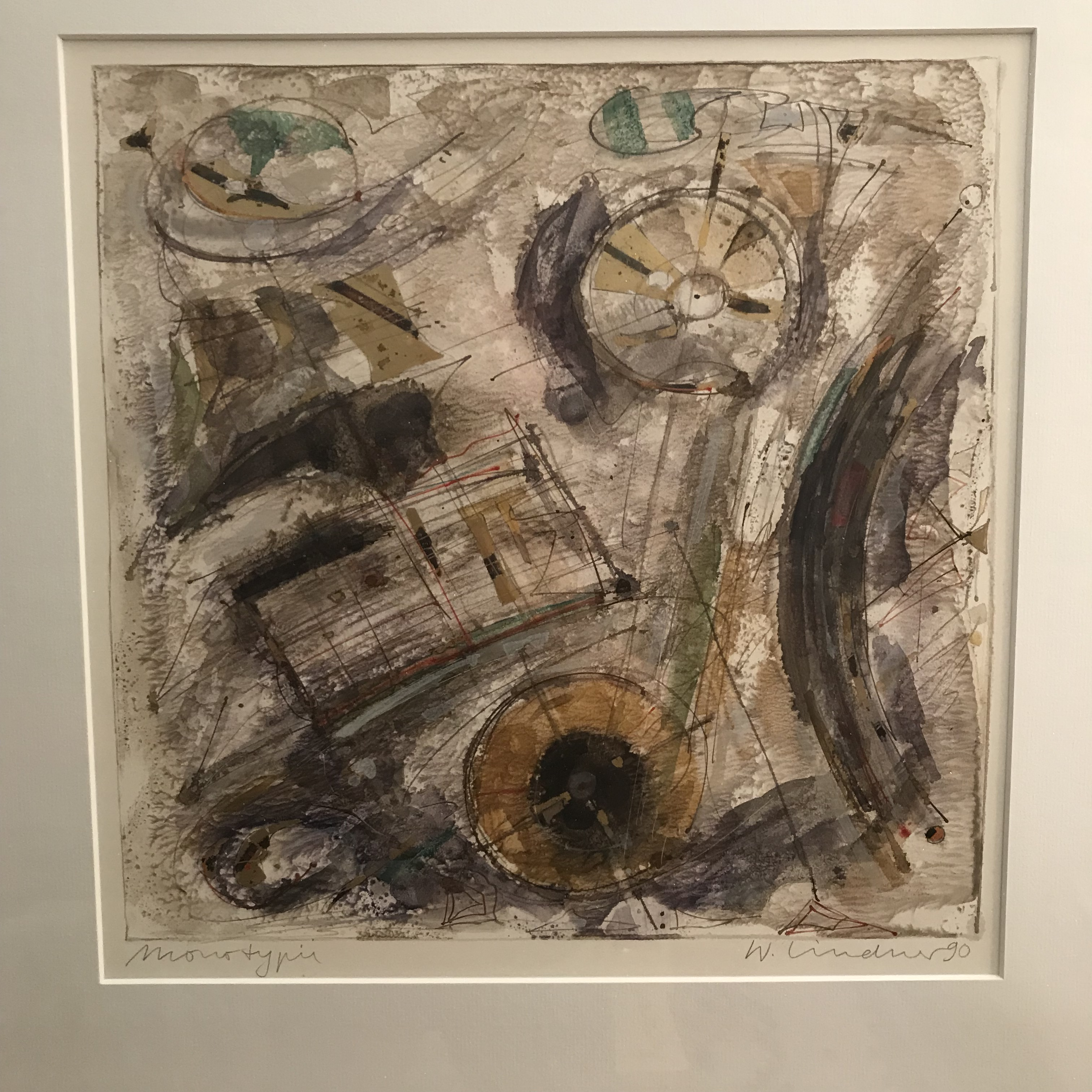
Monotypie von Walter Lindner, private Sammlung

Walter Lindner (* 1936 in Berlin; † 2007 ebenda) war ein deutscher Grafiker und Maler, der sich vielfach der Monotypie bediente, eines grafischen Verfahrens, das es ermöglicht, Öl-Drucke von Glas auf Pergament herzustellen. Dabei entsteht nur jeweils ein Original. Entwickelt wurde es bereits von Giovanni Benedetto Castiglione. 
Lindner galt als „wahrer Meister“ dieser Technik. Die dabei entstehenden Werke verfeinerte er mit Stift und Tinte. Über 40 Jahre stellte er in der Frankfurter Kunstausstellung aus, länger als jeder andere Künstler. Seine größte Beachtung fand er in den 1970er und 1980er Jahren.